# بنك بيبلوس إفريقيا
بنك بيبلوس إفريقيا وهو مصرف سوداني تأسس في 1 يونيو 2003م، في العاصمة السودانية، الخرطوم يقع برج مصرف بيبلوس عند تقاطع شارع المك نمر مع البلدية ويبلغ عدد العاملين فيه 355 موظف.
في 5 ديسمبر 2023، تعرض برج البنك لحريق هائل جراء تعرضه للقصف بواسطة الطيران الحربي خلال أحداث نزاع السودان 2023.